# Serra da Massangana
A Serra da Massangana é uma formação geológica localizada no Vale do Jamari e majoritariamente no Munícipio de Ariquemes. Apresenta atividades de extração de estanho por meio do refinamento da Cassiterita desde a década de 60, no qual se há localizado povoamentos como a Vila São Domingo (Rondônia). 
Trata-se de um Maciço Granítico que se apresenta uma das áreas com maior potencial extrativo na região. 